# Konstantinos Venizelou
Konstantinos Venizelou (en griego: Κωνσταντίνος Βενιζέλου; 5 de julio de 2004) es un futbolista chipriota que juega en la demarcación de defensa para el F. C. Zhenis de la Liga Premier de Kazajistán.

## Trayectoria
Tras formarse como futbolista en el AC Omonia, finalmente en 2020 subió al primer equipo. Hizo su debut el 22 de agosto de 2020 en un partido de la Primera División de Chipre contra el Pafos FC, encuentro que finalizó con un resultado de empate a dos tras un doblete de Éric Bauthéac para el Omonia, y los goles de Kévin Bérigaud y Jason Puncheon para el Pafos.

## Clubes
| Club                  | País       | Año       | Partidos | Goles |
| --------------------- | ---------- | --------- | -------- | ----- |
| A. C. Omonia          | Chipre     | 2020-2023 | 5        | 0     |
| Othellos Athienou     | Chipre     | 2023-2024 | 2        | 0     |
| Ethnikos Achnas       | Chipre     | 2024-2025 | 1        | 0     |
| F. C. Zhenis (cedido) | Kazajistán | 2025-     | 13       | 0     |

## Palmarés

### Campeonatos nacionales
| Título                     | Club         | País   | Año  |
| -------------------------- | ------------ | ------ | ---- |
| Primera División de Chipre | A. C. Omonia | Chipre | 2021 |
| Supercopa de Chipre        | A. C. Omonia | Chipre | 2021 |